# Aleos

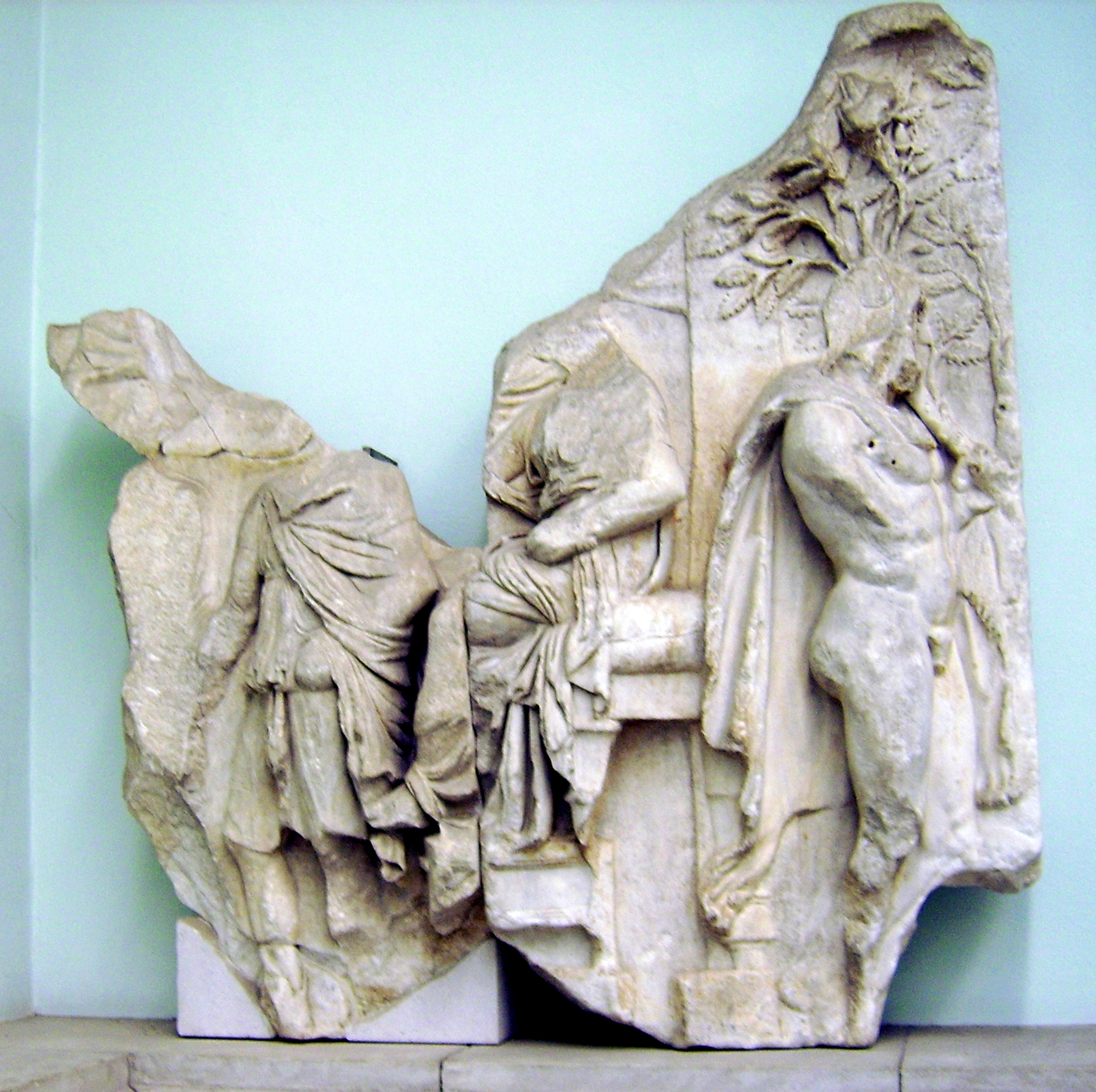
Herakles am Hofe des Aleos, Telephosfries

Aleos (altgriechisch Ἀλεός Aleós) ist eine Figur der Griechischen Mythologie.
Ihm wird die Gründung von Tegea zugeschrieben, er ist der eponyme Oikist von Alea und Stifter des tegeanischen Heiligtums der Athena Alea. Manchmal wird er als König ganz Arkadiens dargestellt.
Im Allgemeinen wird Aleos als Sohn des Apheidas und Enkel des Arkas angesehen. Seine Frau war Neaira, die Tochter des Pereus (nach anderer Sagenversion Kleobule). Mit ihr hatte er die Kinder Lykurgos, Kepheus, Amphidamas (einer der Argonauten) und Auge. Nach anderer Überlieferung ist Alkidike, Mutter der Tyro, seine Tochter. Aleos machte seine Tochter zur Athenapriesterin, um damit ein Orakel abzuwenden, das besagte, dass ein Sohn Auges ihn töten werde. Als Herakles Gast am Hofe des Aleos war, vergewaltigte er die jungfräuliche Priesterin. Auge versucht, die resultierende Schwangerschaft zu verheimlichen, was jedoch ihrer Göttin missfällt. Sie überzieht das Herrschaftsgebiet des Aleos mit einer Seuche. Bei der Suche nach den Ursachen wird Auges Schwangerschaft entdeckt. Um die Seuche zu beenden, übergibt König Aleos seine Tochter an den Nachbarkönig Nauplios. Auf dem Wege dahin gebiert Auge Telephos.